# Furious Barking
Furious Barking war eine italienische Thrash-Metal-Band aus Ascoli Piceno, die im Jahr 1988 gegründet wurde und sich 1993 auflöste.

## Geschichte
Die Band wurde im Jahr 1988 gegründet. Es folgten die ersten Auftritte und im Jahr 1990 die EP De Industrialized, die aus zwei früheren Demos der Band bestand. Die EP wurde im Folgejahr über Goddamn Church Records auf Vinyl neu abgemischt wiederveröffentlicht. Es schlossen sich weitere Auftritte zusammen mit Gruppen wie Vanadium, Stige, Electric Lady und Algophobia an. Im Sommer 1992 nahm die Band das Album Theory of Diversity auf, das aus Kostengründen jedoch nicht veröffentlicht werden konnte. Aufgrund von Besetzungswechsel und nachlassendem Interesse seitens der Fans, löste sich die Gruppe Ende 1993 auf. Die Mitglieder widmeten sich danach anderen Bandprojekten. Im Jahr 2007 wurde Punishment 18 Records auf das bisher unveröffentlichte Album aufmerksam und veröffentlichte es im Jahr 2008, nachdem es im November 2007 im Castriota Studio neu gemastert worden war.

## Stil
Laut classicthrash.com spiele die Band auf Theory of Diversity technisch sehr anspruchsvollen Thrash Metal. Durch teils sehr komplizierte Riffs mangele es zwar an Eingängigkeit, sei jedoch auch gleichzeitig ein Markenzeichen für die Band. Laut thethrashmetalguide.com enthalte die EP De Industrialized sowohl Hardcore-Punk- als auch technische Thrash-Metal-Lieder. Auf Theory of Diversity spiele die Band klassischen und aggressiven Thrash Metal, vergleichbar mit Storm Alert von Torture.

## Diskografie
- 1989: Rehearsal 1989 (Demo, Eigenveröffentlichung)
- 1990: De Industrialized (EP, Goddamn Church Records)
- 1993: Demo '93 (Demo, Eigenveröffentlichung)
- 2008: Theory of Diversity (Album, Punishment 18 Records)